# Homapoderus anxius
Homapoderus anxius es una especie de coleóptero de la familia Attelabidae.

## Distribución geográfica
Habita en África.